# Petru Popescu
Petru Popescu (n. 1 februarie 1944, București) este un scriitor, scenarist și regizor de filme american de origine română.

## Viața și cariera

### În România
Petru Popescu s-a născut într-o familie de intelectuali. Tatăl său, Radu Popescu, era un cunoscut critic de teatru, iar mama, Nelly Cutava, actriță la Teatrul Nottara. Avea un frate geamăn, Pavel, care a murit când erau adolescenți, ceea ce l-a afectat foarte mult sufletește. Altă lovitură în adolescența sa a fost divorțul părinților.
A terminat Liceul „Spiru Haret”, apoi a urmat Facultatea de Limbi și Literaturi Străine a Universității din București, pe care a terminat-o în 1967, cu diploma în specialitatea limbi germanice și literatură comparată. Încă student, a debutat în 1966 cu două plachete de versuri, Zeu printre blocuri și Fire de jazz, apoi i-a apărut, în 1967, primul volum de proză scurtă, Moartea din fereastră.
Primul mare succes l-a avut în 1969, cu romanul Prins, al cărui personaj principal este un tânăr bolnav incurabil. Cartea a devenit un veritabil fenomen social, deoarece un public divers se regăsea în el, cu iubirile, speranțele, decepțiile sau deznădejdile sale. În 1970 a fost un nou mare succes romanul Dulce ca mierea e glonțul patriei care se baza pe experiența serviciului militar. Eroul principal se exprimă în el la persoana I, fără sloganurile patriotice dorite oficial pe atunci.
În 1972, Petru Popescu a debutat și în cinematografie ca scenarist al filmului Drum în penumbră.
La începutul anilor 1970, partidul comunist se străduia să atragă oameni din diverse categorii sociale, mai ales tineri. Așa a devenit Petru Popescu membru supleant al comitetului central al Uniunii Tineretului Comunist, deși în scrierile lui nu se reflecta vreo adeziune la ideologia comunistă. Conform afirmației sale, poziția lui socială bună se datora mai degrabă succesului romanelor sale de tip bestseller.
Succesul scriitorului a atras asupra lui atenția Zoiei Ceaușescu. A început între ei o prietenie și un flirt. În 1973, cuplul Ceaușescu a făcut vizite oficiale în America de Sud, la care a participat și Petru Popescu ca jurnalist, împreună cu Zoia. Experiența acestei călătorii și legături i-a inspirat mult mai târziu, în 2009, romanul Supleantul. În 1973 se simțea deja că cultul personalității soților Ceaușescu și regimul comunist aveau să fie tot mai dure. Însăși Zoia i-a întărit acest sentiment scriitorului, spunându-i că în curând nu i se va mai permite să scrie atât de liber ca în cei patru-cinci ani dinainte. A mai fost sfătuit și să publice scrieri laudative despre Ceaușescu.
În 1974 a fost invitat la un seminar în cadrul Programului Internațional de Scriere al Universității din Iowa (SUA). A primit pașaport numai după ce a reușit să ajungă în audiență la Ceaușescu și să-l ceară personal. A participat la seminar, a pornit și pe drumul de întoarcere, dar la Londra s-a hotărât totuși să nu revină în România, și s-a dus înapoi în SUA. În România i-au fost făcute dispărute toate operele, care au ajuns în fondurile secrete ale bibliotecilor.

### În emigrație
Petru Popescu a urmat studii la Institutul American de Film de la Hollywood și a trecut la scrisul în limba engleză. În 1977 a scris, împreună cu Peter Weir și Tony Morphett, scenariul filmului The Last Wave (Ultimul val), apoi, în 1978 a publicat romanul Before and After Edith (Înainte și după Edith). În același an s-a căsătorit cu jurnalista și scenarista Iris Friedman, fiica unei familii de evrei originară din Cehia, cu care are doi copii. S-au stabilit la Beverly Hills.
A mai scris câteva romane și scenarii în engleză. În 1986 a fost și regizorul filmului Death of an Angel (Moartea unui înger).
După 1990, Petru Popescu a reînceput să scrie și în română, și să publice în România, unde revine în mod regulat. S-au publicat în traducere românească și dintre cărțile scrise în engleză înainte și după acel an, precum și reeditări ale operelor dinainte de 1974.
Cel mai mare succes de public l-a avut în SUA romanul Almost Adam (În coasta lui Adam) (1995), care i-a adus în doi ani un beneficiu de aproape patru milioane de dolari.
Un alt roman, The Oasis: A Memoir of Love and Survival in a Concentration Camp (Oaza. Iubire și supraviețuire într-un lagăr de concentrare) (2001) evocă un episod din trecutul părinților soției lui.

## Opere

### Până în 1974
- 1966[10]
  - Zeu printre blocuri, București, Editura pentru literatură (poezii)
  - Fire de jazz, Editura pentru literatură (poezii)
- 1967 – Moartea din fereastră, Editura pentru literatură (proză scurtă)
- 1969 – Prins, Editura pentru literatură (roman)
- 1970 – Dulce ca mierea e glonțul patriei, București, Cartea Românească (roman)
- 1971
  - Prins, ediția a II-a, București, Eminescu
  - Om în somn, București, Albatros (poezii)
- 1972 – Drum în penumbră (scenariu de film)
- 1973
  - Să crești într-un an cât alții într-o zi, Eminescu (roman)
  - Între Socrate și Xantipa, Eminescu (eseuri)
- 1974
  - Sfârșitul bahic, Cartea Românească (roman)
  - Copiii Domnului. O legendă munteană, Eminescu (roman)

### După 1974

#### În engleză
- 1975 – Boxes, Stairs & Whistle Time (Vremea cutiilor, scărilor și fluieratului), cu participarea lui Anthony Rudolf și Peter Jay, Knotting (Bedfordshire), Omphalos Press (poezii)[11]
- 1977 – The Last Wave (scenariu de film, în colaborare)[4]
- 1978 – Before and After Edith (Înainte și după Edith), Londra – New York, Quartet Books (roman)
- 1982 – Friday the 13th Part III (Vineri în 13, partea a III-a) (scenariu de film, în colaborare)[4]
- 1984 – Obsessive Love (Dragoste obsesivă) (scenariu de film de televiziune)[4]
- 1986
  - In Hot Blood: A Vampire Novel (Cu sânge fierbinte. Roman cu vampiri), Los Angeles, California, Medallion Books
  - Death of an Angel (Moartea unui înger) (scenariu și regie de film)[4]
- 1988
  - Emma: Queen of the South Seas (Emma, regina Mărilor Sudului) (scenariu de serial TV)[4]
  - In Hot Blood: A Vampire Novel, ediția a II-a, New York, Ballantine Books
- 1991
  - Amazon Beaming (Revelație pe Amazon), Londra, MacDonald; Abacus (roman)
  - Nobody's Children (Copiii nimănui) (scenariu de serial TV)[4].
- 1996 – Almost Adam (În coasta lui Adam), New York, William Morrow; Avon Books (roman)
- 1997 – The Return (Întoarcerea) (scriere autobiografică)
- 2001
  - The Oasis: A Memoir of Love and Survival in a Concentration Camp (Oaza), New York, St. Martin's Press (roman)
- 2007 – Weregirls: Birth of the Pack (Fiice de lup. Nașterea haitei), New York, Tor Teen (roman)
- 2008
  - Weregirls: Through the Moon Glass (Fiice de lup. Prin sticla Lunii) (roman)
  - Footprints in Time (Urme în timp), New York, Laura Geringer Books (roman pentru tineret)
- 2009
  - Footprints in Time, New York, HarperCollins[12]
  - Girl Mary (Fata din Nazaret), New York, Simon & Schuster (roman)

#### Traduceri de cărți scrise în engleză
- 1993
  - Înainte și după Edith, București, Ediția Fundației Culturale Române[13]
  - Revelație pe Amazon, Cartea Românească[14]
- 2001 – Întoarcerea, București, Nemira
- 2002 – Oaza, București, Mașina de scris
- 2003 – În coasta lui Adam, Nemira[15]
- 2008 – Urme în Timp, București, Corint[16]
- 2010 – Fata din Nazaret, București, Curtea Veche[17]
- 2011 – Revelație pe Amazon, Adevărul Holding[14]

#### Numai în română
- 2009 – Supleantul, Curtea Veche – Jurnalul (roman)[18]

#### Reeditări de cărți dinainte de 1974
- 2009 – Prins, Curtea Veche[19]
- 2010 – Dulce ca mierea e glonțul patriei, Curtea Veche[20]

### Traduceri în alte limbi
Opere de Petru Popescu au fost traduse în limbile cehă, chineză, coreeană daneză, ebraică, franceză, germană, greacă, italiană, japoneză, maghiară, neerlandeză, poloneză, portugheză, spaniolă, suedeză și slovacă.